# Ansellia africana

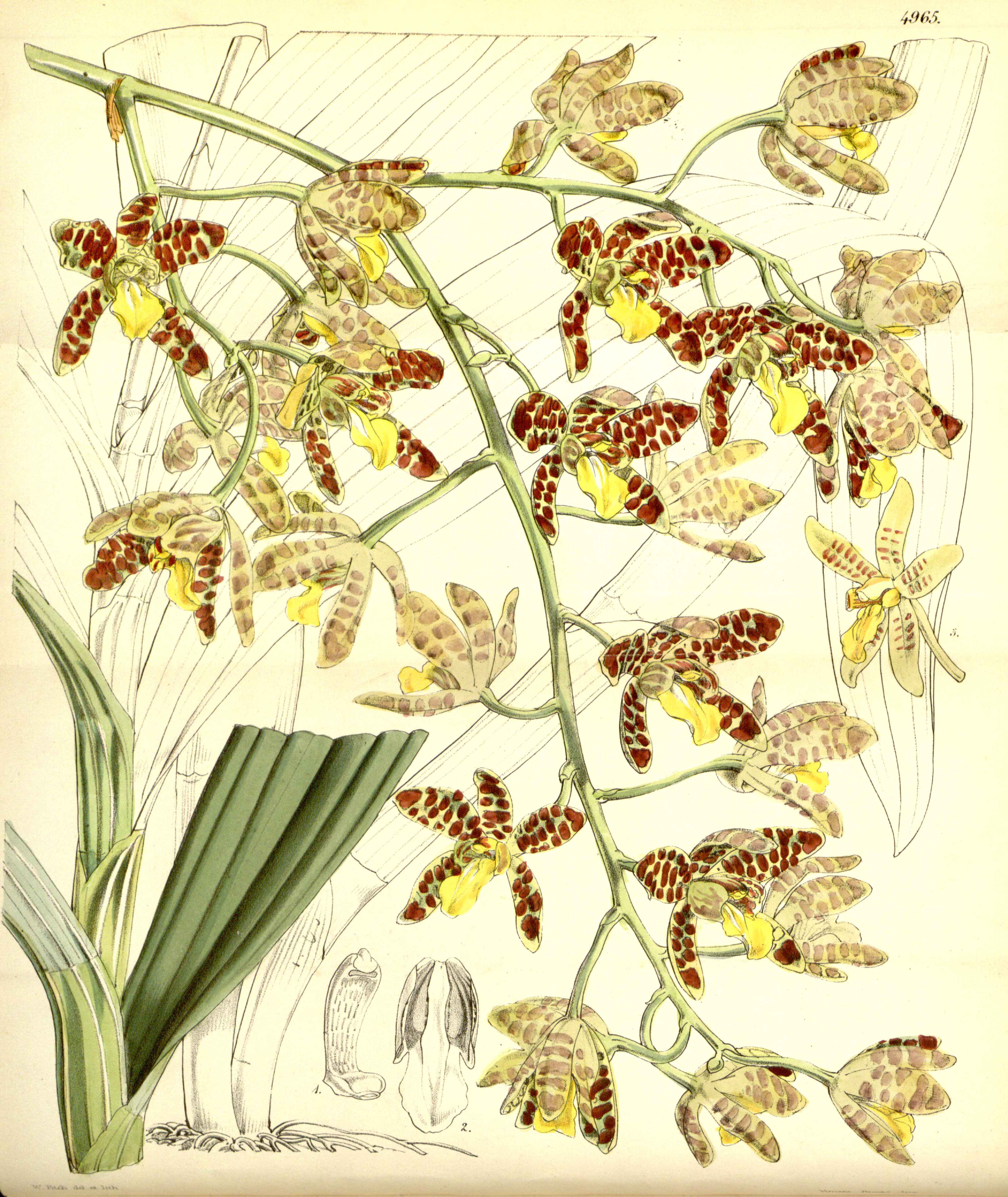
Il·lustració

Inflorescència

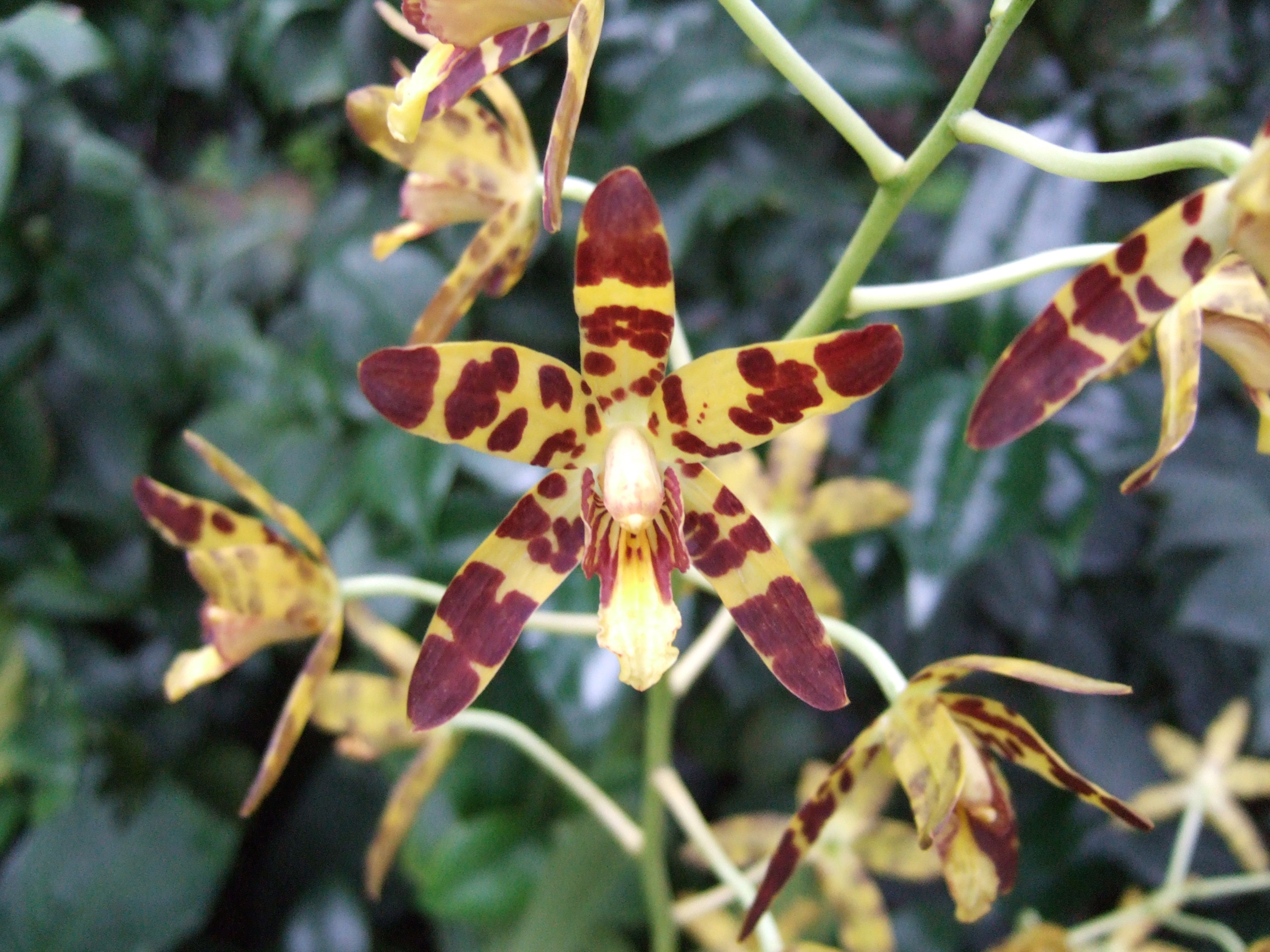
Inflorescència

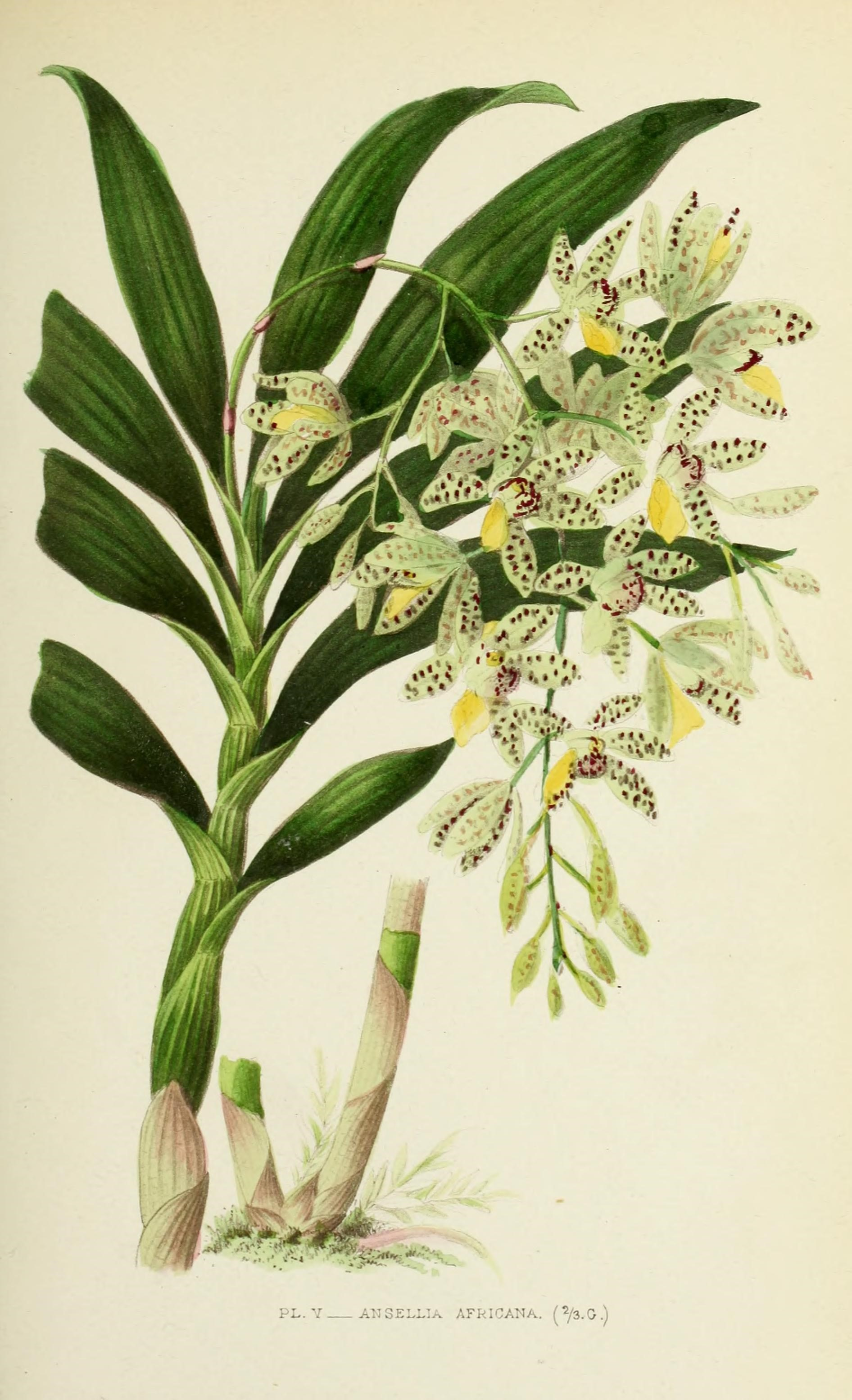
Il·lustració

Ansellia és un gènere monotípic d'orquídies d'hàbits terrestres. La seua única espècie és Ansellia africana.

## Descripció
Ansellia africana és una orquídia epífita perenne; a voltes té hàbits terrestres, i desenvolupa una mata espectacular que s'agafa a les branques dels arbres més alts.
Les arrels aèries blanques característiques d'aquesta planta formen un entramat semblant a un niu. Apunten cap amunt, i prenen la forma d'un cistell al voltant dels nombrosos pseudobulbs grocs, que mostren una aparença acanalada, fusiforme. Ací s'acumulen les fulles mortes i els detritus de l'arbre que alimenten l'orquídia.
Els pseudobulbs creixen fins a una grandària de 60 cm de llarg. Aquestes robustes orquídies s'expandeixen fins a atényer un volum considerable: a vegades arriben a pesar una tona. Fins i tot s'han vist òlibes molt grosses (Bubo bubo) fer-ne els nius en aquestes mates.
Aquests pseudobulbs tenen en l'extrem de 6 a 7 fulles coriàcies, lingulolanceolades, estretes, d'entre les quals sobreïx una inflorescència paniculada, d'una longitud de 85 cm, amb nombroses (10 a 100) flors de suau fragància.
En la flor, el label trilobulat es desenvolupa dins de 3 sortints de color groc. Els pètals són grocs o grocverdosos, lleument o fortament marcats amb punts marrons.

## Hàbitat i distribució
L'única espècie coneguda, Ansellia africana (orquídia lleopard), és nadiua de l'Àfrica tropical, i es troba a les costes i rius, a la copa dels arbres, en altituds d'uns 700 msnm (a voltes arriba fins als 2.200 msnm).

## Taxonomia
Ansellia africana fou descrita per John Lindley en la publicació Edwards's Botanical Register 30: sub t. 12. 1844.
Etimologia
Ansellia: nom genèric en honor de John Ansell, assistent botànic anglès que en trobà el primer espècimen a l'illa de Fernâo do Pó a Guinea Equatorial.
africana: epítet geogràfic que al·ludeix al seu origen africà.
Varietats
- Ansellia africana subsp. africana (Àfrica S. i Trop.)

- Ansellia africana subsp. australis (Angola)

Híbrids

Llista d'híbrids segons la Reial Societat d'Horticultura entre Ansiella i altres vuit gèneres:
- Anaphorchis (× Graphorchis)
- Ansidium (× Cymbidium)
- Catasellia (× Catasetum)
- Cycsellia (× Cycnoches)
- Cyrtellia (× Cyrtopodium)
- Eulosellia (× Eulophia)
- Galeansellia (× Galeandra)
- Promellia (× Promenaea)

Sinònims

Aquests noms són sinònims d'Ansellia africana:
- Ansellia confusa N.E.Br. 1886
- Ansellia congoensis Rodigas 1886
- Ansellia gigantea Rchb.f 1847
- Ansellia gigantea subsp. nilotica (Baker) Senghas 1990
- Ansellia gigantea var. nilotica (Baker) Summerh. 1937
- Ansellia humilis Bulliard 1891
- Ansellia nilotica [Baker] N.E.Br. 1886
- Cymbidium sandersoni Harv. 1868[5]